# Шидловский, Александр Фёдорович
Алекса́ндр Фёдорович Шидло́вский (30 ноября 1863, Москва — 19 ноября 1942, Муром) — русский учёный-краевед, последний олонецкий губернатор.

## Биография
Родился в Москве в старинной дворянской семье. Отец — Фёдор Васильевич Шидловский (ок. 1821—?), штабс-капитан, выпускник Московского кадетского корпуса, почетный мировой судья Ефремовского уезда Тульской губернии, владелец местного села Глебово-Знаменское. Именно в этом месте прошло детство Александра Шидловского, здесь пробудился его интерес к книгам их собирательству. Брат Дмитрий, сёстры: Елизавета (в замужестве Назарьева) и Екатерина (в замужестве Шумаровская).
В 1873 году покинул родное село и поступил в московскую классическую гимназию. Учась в последних классах, он познакомился с известным московским библиографом Дмитрием Языковым, который впоследствии стал его близким родственником.
Окончил 1-ю Московскую гимназию. Некоторое время посещал Московский университет в качестве вольнослушателя, затем в 1885 году поступил в армию, окончил Николаевское кавалерийское училище и Александровскую военно-юридическую академию. Одновременно увлёкся архивным делом и публиковался в журнале «Русская старина», создал музей Пажеского корпуса. В 1903 году вышел в отставку.
В чине статского советника (1 января 1906 года, со старшинством с 1 июня 1905 года) был вятским вице-губернатором (с 1906 года), затем с 1907 года — архангельским вице-губернатором. В 1908 году по инициативе Шидловского было основано Архангельское общество изучения Русского Севера. Организовал несколько научных экспедиций, в том числе на Печору. 10 апреля 1911 года произведён в действительные статские советники.
В конце 1911 года переведён в Петрозаводск на должность олонецкого вице-губернатора. Основал Общество изучения Олонецкой губернии, опубликовал монографию об онежских петроглифах. В своей записке (рукописи) «О путях на Севере к открытому морю» обосновал экономическую и военную необходимость строительства Беломорско-Балтийского канала и Мурманской железной дороги.
В 1914 году за библиографические труды был удостоен большой серебряной медали Русского географического общества.
Входил в комиссию по строительству Мурманской железной дороги и был сторонником её скорейшей постройки. В 1916 году назначен Олонецким губернатором, в январе 1917 года переведён губернатором в Архангельск, в мае 1917 года отставлен с почётной пенсией. Поскольку вновь назначенный олонецкий губернатор А. С. Тецнер так и не прибыл в Петрозаводск и не вступил в должность, фактически Шидловский стал последним олонецким губернатором.
После Октябрьской революции возглавлял Северный отдел комиссии Академии наук по изучению естественных и производительных сил, составил климатические и гидрографические карт Европейского Севера, библиографию Севера, описание Мурманской железной дороги.
В 1921 году арестовывался Петроградским ЧК. В 1929 году, в новую волну репрессий против «бывших», уволен как классово чуждый элемент, в 1933 году вновь смог вернуться на работу.
В 1935 году арестован и выслан Особым совещанием с женой в Казахстан, затем ему разрешили поселиться в ссылке в Муроме. Здесь вплоть до кончины 19 ноября 1942 года продолжал работу по составлению «Библиографического указателя главнейшей литературы по исследованию полярных стран». Похоронен на Напольном кладбище.
В 1989 году он и его супруга были реабилитированы.

## Награды
За свою службу Шидловский был награждён рядом орденов, в их числе:
- Орден Святого Станислава 3-й степени (1900 год)
- Орден Святой Анны 3-й степени
- Орден Святой Анны 2-й степени (1909 год)
- Орден Святого Владимира 4-й степени (1913 год)

Кроме того, он имел медали в память царствования императора Александра III, в память 300-летия царствования дома Романовых и в память 200-летия Полтавской победы.